# Batalla de les Escales Velles
La batalla de les Escales Velles, va tenir lloc l'any 537, a les Escales Velles, i va enfrontar les forces de l'Imperi romà d'Orient contra un exèrcit d'amotinats romans dirigits per Estotzes, en el marc de les guerres romano-amazigues. Va acabar amb la victòria del partit lleial liderat per Germà i l'esclafament definitiu de la revolta.

## Context
L'any 534, el general romà d'Orient Belisari va completar la ràpida conquesta del regne vàndal establert a les terres de l'antiga província d'Àfrica. Tanmateix, l'èxit romà es va enfrontar ràpidament al desig de les tribus amazics de mantenir la seva autonomia. La revolta d'aquestes tribus havia sigut constant en la vida política regional, tant durant l'època de l'Imperi Romà com sota el domini dels vàndals. Ja el 536, insatisfets amb el desig de l'imperi de sotmetre'ls a la legislació imperial, els moriscos es van revoltar però van ser derrotats per les forces del governador Salomó.
Aquest èxit és seguit per una amotinament d'una part de l'exèrcit romà, dirigit per Estotzes. Les causes d'aquest aixecament no es coneixen amb certesa, però es creu que es deuen principalment a un sentiment de cansament davant les múltiples campanyes militars, a la injustícia percebuda per alguns soldats i als retards en el pagament dels salaris. Els amotinats aconsegueixen reunir una força de 8.000 homes recolzats per 1.000 vàndals i ben aviat posen setge a les muralles de Cartago. Belisari va ser cridat de Sicília per posar fi a aquest moviment que amenaça l'autoritat recent i encara fràgil de l'Imperi Romà d'Orient al nord d'Àfrica. El general va ser capaç de repel·lir les forces d'Estotzes sense capturar-lo ni posar fi definitivament a les voluntats sedicioses dins l'exèrcit. Quan va marxar d'Àfrica, Estotzes va reprendre ràpidament la iniciativa i va convèncer una part de les forces lleials enviades, per Salomó, per oposar-se a ell.
Davant d'aquesta amenaça encara latent, Justinià va enviar el seu cosí Germà a negociar. Aquest es va presentar com un home preocupat pel tracte just als soldats. Va repartir sous als soldats lleialistes, fins i tot durant els períodes en què alguns d'ells es van amotinar. Quan Germà va creure que havia reunit prou homes, va avançar cap a Estotzes, que també volia obrir hostilitats per evitar que Germà continués seduint més soldats. A més, el líder dels amotinats esperava convèncer part de les forces lleialistes perquè s'unissin a ell.

## Batalla
A la primavera del 537, l'enfrontament va tenir lloc prop de les Escales Velles, a sis quilòmetres al sud de Cartago .
Mentre que, Germà va aconseguir organitzar les seves tropes de manera disciplinada, en diferents cossos, Estotzes va haver de fer front al desordre inherent a una força d'amotinats. Diversos homes de l'exèrcit d'Estotzes van fugir quan es van adonar que les tropes imperials romanien lleials i no s'unirien a la rebel·lió. Les tropes amazics també són presents als voltants. Part d'aquesta força, suposadament aliada amb Estotzes, estava en negociacions secretes amb Germà. De fet, els amazics esperen veure el final de la batalla per donar suport al bàndol guanyador. Tots dos exèrcits tenien la mateixa formació, els mateixos uniformes i el mateix tipus d'armes. Els soldats de Germà tenien però una contrasenya per reconèixer als seus.
Germà va enviar primer una càrrega de cavalleria dirigida per Joan Troglita, que Estotzes va poder repel·lir i perseguir. Tanmateix, aleshores va haver de suportar un contraatac del gruix de l'exèrcit lleial, que el va derrotar. Germà va ordenar que no es mostrés pietat als soldats capturats i les seves tropes van entrar al camp rebel, que van saquejar sense enfrontar-se a cap contraofensiva. Aleshores Estotzes es va veure obligat a fugir amb les seves tropes restants mentre els amazics l'abandonaven.

## Conseqüències
Aquesta victòria va posar fi al sentiment de revolta de l'exèrcit romà a Àfrica, tot i que un oficial, Maximí, va intentar sublevar-se, però va ser empalat per ordre de Germà. El 539, Germà va poder abandonar Àfrica i deixar el seu lloc a Salomó, que va tornar per completar un segon mandat com a prefecte del pretori. Finalment, va ser el retorn de les rebel·lions amazics a la dècada del 540 el que va representar el principal repte per a la sobirania romana a Àfrica.